# Aromobatinae
Aromobatinae is een onderfamilie van kikkers uit de familie Aromobatidae (vroeger: pijlgifkikkers). De groep werd voor het eerst wetenschappelijk beschreven door Taran Grant, Darrel Richmond Frost, Janalee P. Caldwell, Ronald Gagliardo, Célio Fernando Baptista Haddad, Philippe J. R. Kok, Bruce Means, Brice Patrick Noonan, Walter E. Schargel en Ward C. Wheeler in 2006.
Er zijn twee geslachten en 38 soorten, die allemaal leven in delen van Zuid-Amerika en voorkomen in de landen Colombia, Trinidad en Tobago en Venezuela.

## Taxonomie
Onderfamilie Aromobatinae
- Geslacht Aromobates
- Geslacht Mannophryne